# Wasserwirtschaftsamt München
Das Wasserwirtschaftsamt München ist eine von mehreren Fachbehörden, die für die regionale Wasserwirtschaft in Oberbayern verantwortlich zeichnen. Der Zuständigkeitsbereich umfasst die Landeshauptstadt München sowie die Landkreise München, Dachau, Erding, Fürstenfeldbruck und Freising. 

## Geschichte
Ende des 19. Jahrhunderts gab es im Königreich Bayern 24 Straßen- und Flussbauämter. 1908 wurden zusätzlich 21 sogenannte Kulturbauämter eingerichtet, die dem Bayerischen Staatsministerium des Innern unterstanden. In diesem Zusammenhang entstand auch das Kulturbauamt München. Im Zuge einer Vereinheitlichung der Verwaltung in Deutschland ab 1939  wurden die Kulturbauämter in Bayern am 11. Juni 1941 in Wasserwirtschaftsämter umbenannt. 1953 wurden im Rahmen einer Verwaltungsreform die Flussbauämter mit integriert, und auch die Aufgabe der Abwasserbeseitigung fiel dem Wasserwirtschaftsamt zu. Im Laufe der Entwicklung des Umweltschutzes kamen zum Ende des 20. Jahrhunderts weitere Aufgaben hinzu.

## Heutige Aufgaben
Das Wasserwirtschaftsamt München betreibt heute 140 Grundwassermessstellen und 40 Messstellen an Fließgewässern, um den Wasserstand, teilweise auch die Temperatur und weitere qualitative Merkmale wie Sauerstoffgehalt und Trübung des Wassers zu dokumentieren. Das Wasserwirtschaftsamt München gehört zum Geschäftsbereich des Bayerischen Staatsministeriums für Umwelt und Verbraucherschutz, fachliche Oberbehörde ist das Bayerische Landesamt für Umwelt.